# رودنیکی (شهرستان بلبیفسکی، باشقیرستان)
رودنیکی (به لاتین: Rodniki) یک منطقهٔ مسکونی در روسیه است که در باشقیرستان واقع شده‌است.